# Larnagol
Larnagol (occitanisch: Larnagòl) ist eine südfranzösische Gemeinde mit 136 Einwohnern (Stand 1. Januar 2022). Sie liegt in der Kulturlandschaft des Quercy im Département Lot in der Region Okzitanien.

## Lage
Larnagol liegt am Fluss Lot in einer Höhe von ca. 350 Metern ü. d. M. am südwestlichen Rand des Zentralmassivs. Die nächste Stadt, Figeac, ist etwa 35 Kilometer (Fahrtstrecke) in nordöstlicher Richtung entfernt; Cahors befindet sich etwa 40 Kilometer westlich.

## Bevölkerungsentwicklung
| Jahr      | 1962 | 1968 | 1975 | 1982 | 1990 | 1999 | 2006 | 2018 |
| Einwohner | 207  | 182  | 169  | 177  | 159  | 157  | 138  | 139  |

Im 19. Jahrhundert hatte der Ort konstant um die 800 Einwohner. Infolge der Reblauskrise im Weinbau und der Mechanisierung der Landwirtschaft ging die Einwohnerzahl seitdem kontinuierlich bis auf den Tiefststand Ende des 20. Jahrhunderts zurück.

## Wirtschaft
Im Haut-Quercy wurde die Landwirtschaft in erster Linie zur Selbstversorgung betrieben, zu der bis ins 19. Jahrhundert hinein auch der Weinbau gehörte, der aber nach der Reblauskrise nahezu gänzlich aufgegeben wurde. Heute spielt – neben der Vieh- und Geflügelzucht – der Tourismus in Form der Vermietung von Ferienwohnungen (gîtes) eine große Rolle im Wirtschaftsleben der Gemeinde.

## Geschichte

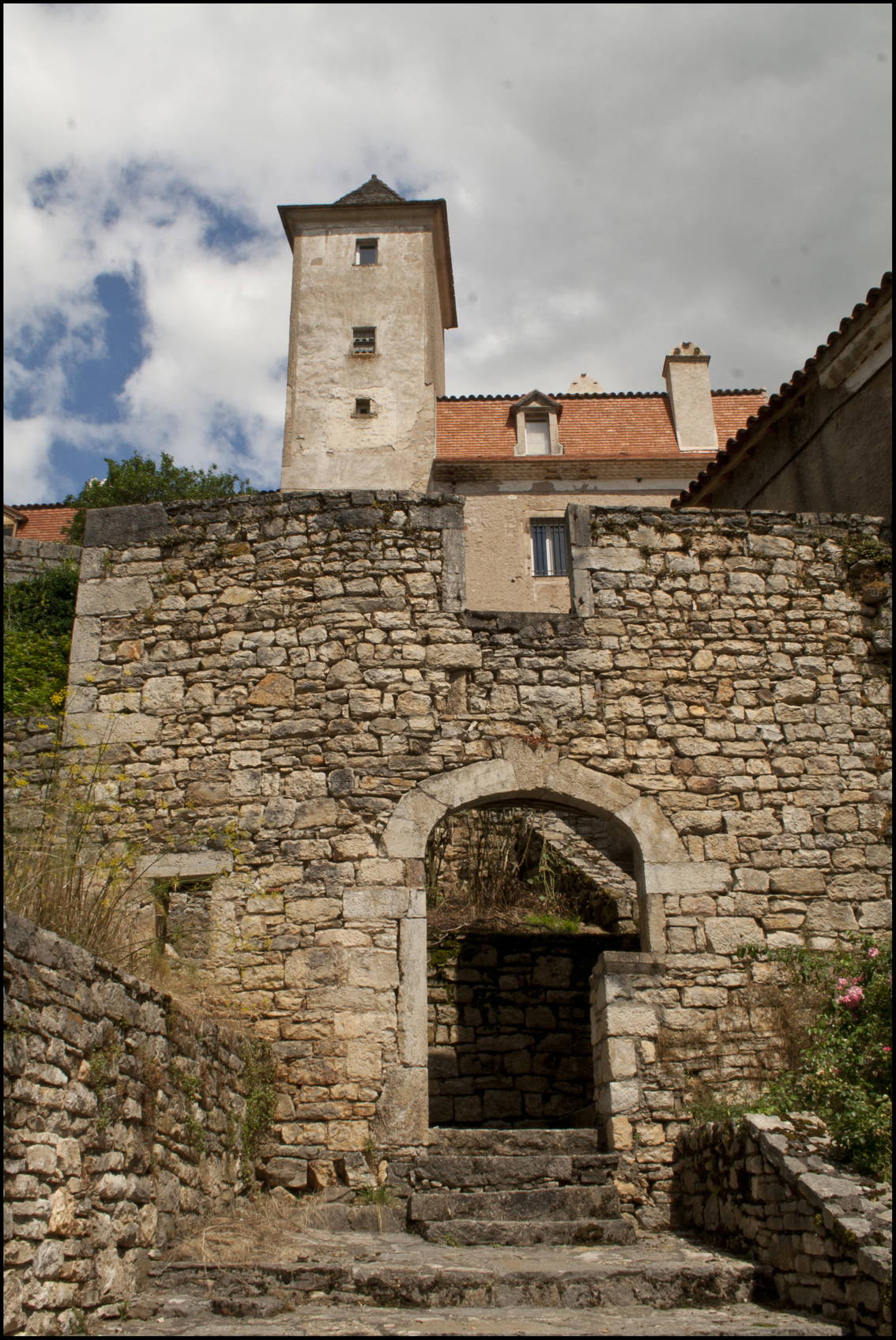
Château de Larnagol

Im 13. Jahrhundert war Larnagol zwischen den Grundherrschaften (seigneuries) von Cardaillac und Barasc umstritten. Im 14. Jahrhundert setzte sich die Familie Puycornet durch Heirat in den Machtkämpfen durch – Larnagol erlangte zeitweise den Status einer Vizegrafschaft (vicomté).

## Sehenswürdigkeiten
- Das Château de Larnagol steht mitten im Ort und stammt ursprünglich aus dem 13. Jahrhundert; es wurde im 15. Jahrhundert erneuert. Der heutige Bau ist im Wesentlichen das Resultat einer Restaurierungskampagne des 18. Jahrhunderts. Mittelalterliche Elemente (Zugbrücken, Wehrtürme etc.) sind folglich nicht zu sehen; stattdessen beeindruckt eine terrassierte Gartenanlage. Das Schloss wurde im Jahr 2001 als Monument historique anerkannt.[1] Auch Teile der Innenraumdekors (Wandmalereien) sind geschützt.[2]
- An einigen Feldrändern stehen Steinhütten (caselles) aus Trockenmauerwerk.
- Die örtliche Pfarrkirche Saint-Pierre-aux-Liens wurde im 15. Jahrhundert erbaut. Ein kleiner Glockengiebel auf dem Kirchturm entstammt der Barockzeit. Das Kirchenschiff und die seitlichen Kapellenanbauten sind rippengewölbt.

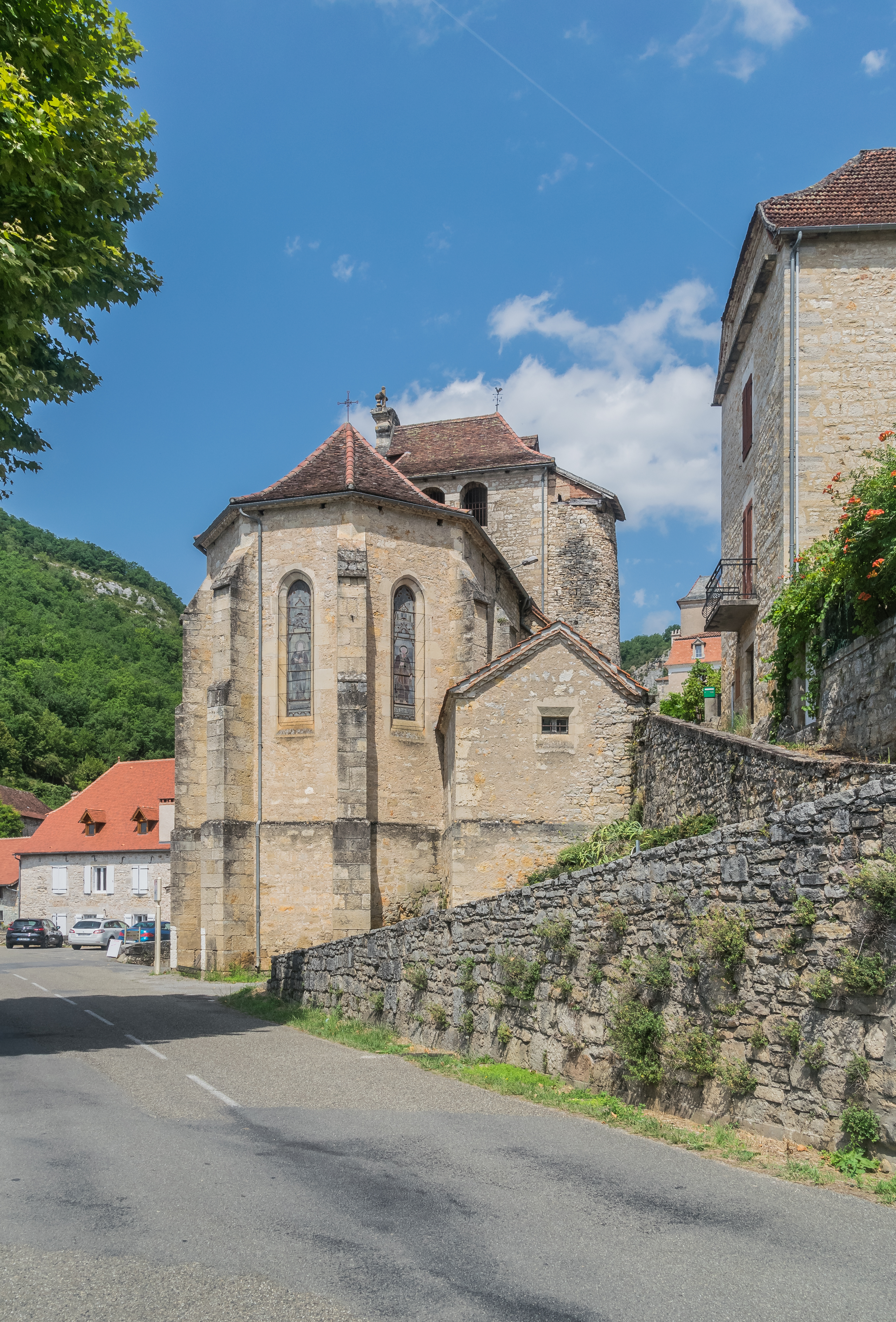
Kirche Saint-Pierre-aux-Liens